# 他欽河

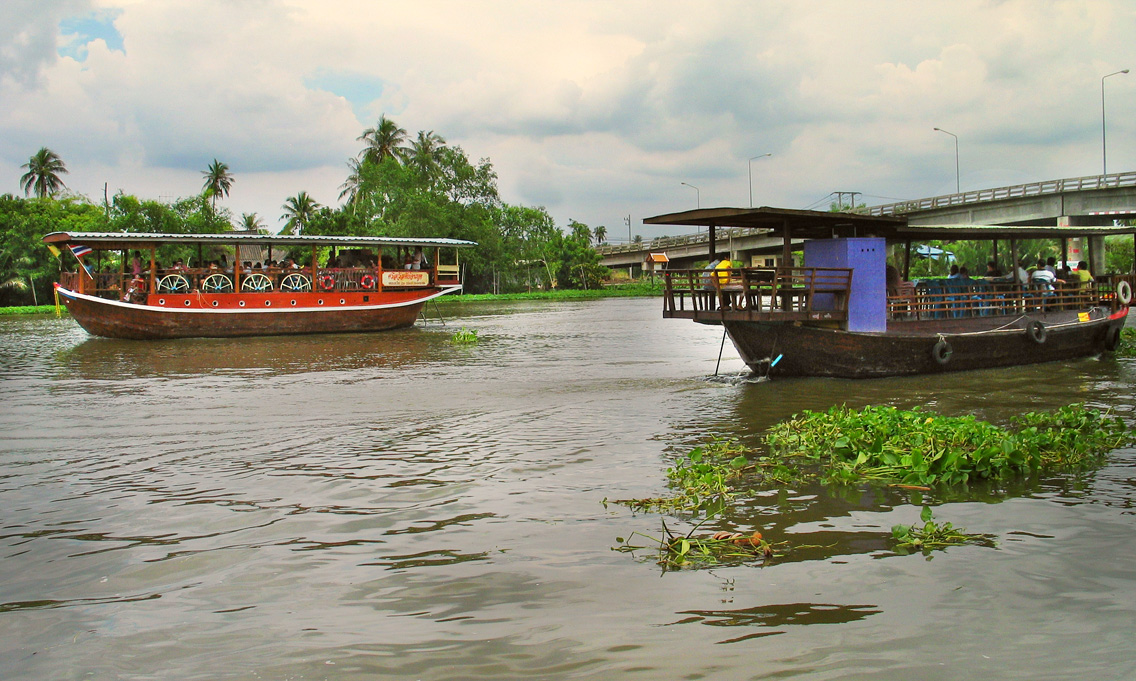
佛統附近的他欽河。

他欽河是泰國昭拍耶河的下游分支，該河在龍仔厝府出海流入泰國灣。

## 名稱
他欽河在各地有不同的名稱，例如：當該河在猜納府與主流分支後，被稱作為馬克漢濤河（Makham Thao River）、當該河流經沙芬布里時就稱為沙芬河（Suphan River），當流經佛統時被稱作為佛統柴溪河（Nakhon Chai Si），只有在接近出海口處的龍仔厝府時才會被稱作為他欽河。